# Work It Out (Netsky)
Work It Out is een nummer van de Belgische dj Netsky uit 2016, in samenwerking met de Britse dj Digital Farm Animals. Het is de tweede single van Netsky's derde studioalbum 3.
Net als voorganger "Rio" werd ook "Work It Out" een grote hit in Vlaanderen. Het haalde de 5e positie in de Vlaamse Ultratop 50, slechts één plekje lager dan "Rio".